# Imene Agouar
Imene Agouar (in arabo إيمان أغوار‎?; 22 novembre 1993) è una judoka algerina.

## Palmarès
- Campionati africani

Maputo: argento nei -63kg;
Port Louis 2014: oro nei -63kg;
Libreville 2015: argento nei -63kg;
Tunisi 2016: bronzo nei -63kg;
Antananarivo 2017: argento nei -70kg;
Tunisi 2018: bronzo nei -63kg.